# Józef Wiejacz
Józef Waldemar Wiejacz (ur. 8 marca 1933 w Jędrzejowie, zm. 12 sierpnia 2017 w Warszawie) – polski dyplomata.

## Życiorys
Odbył studia w Szkole Głównej Służby Zagranicznej w Warszawie (1951–1955), gdzie uzyskał tytuł magistra historii stosunków międzynarodowych. W Ministerstwie Spraw Zagranicznych był zatrudniony w latach 1954–2006. Jako dyplomata pracował w ambasadach w Ankarze, Teheranie, Oslo, Waszyngtonie, gdzie był zastępcą ambasadora jako Radca Minister Pełnomocny (1973–1977); był ambasadorem we Włoszech, akredytowanym także na Malcie przy FAO w Rzymie (1984–1989). W latach 1995–2000 był ambasadorem w Finlandii.
W centrali MSZ był referendarzem, radcą, starszym radcą, naczelnikiem wydziału brytyjsko-skandynawskiego, wicedyrektorem i dyrektorem departamentu studiów i programowania, wiceministrem spraw zagranicznych (1980–1984), ambasadorem-ad-personam i pełnomocnikiem ministra ds. współpracy bałtyckiej, Inicjatywy Środkowoeuropejskiej i współpracy międzynarodowej w zakresie Ochrony Środowiska (1990–1995), ambasadorem tytularnym, przewodniczącym komitetu wyższych urzędników Rady Państw Morza Bałtyckiego i przewodniczącym Komitetu Krajowych Koordynatorów Inicjatywy Środkowoeuropejskiej (2000–2006).
Uczestniczył jako delegat lub przewodniczący delegacji w kilku sesjach Zgromadzenia Ogólnego ONZ, Konferencji Bezpieczeństwa i Współpracy w Europie w Helsinkach i spotkaniach KBWE w Belgradzie i Madrycie, w rokowaniach rozbrojeniowych w Genewie i w Wiedniu, w Konferencji Rozbrojeniowej w Sztokholmie i w wielu innych konferencjach, w tym w spotkaniu na szczycie w sprawie ochrony środowiska w Rio de Janeiro.
W czasach PRL należał do PZPR. Odznaczony Złotym Krzyżem Zasługi, Krzyżem Kawalerskim Orderu Odrodzenia Polski, Krzyżem Komandorskim Orderu Odrodzenia Polski oraz Wielkim Krzyżem Orderu Zasługi Republiki Włoskiej i Krzyżem Komandorskim z Gwiazdą Orderu Lwa Republiki Finlandii. Wyróżniony licznymi medalami i honorami polskimi i zagranicznymi, w tym Medalem Zasłużonego Działacza Kultury, Opiekuna Miejsc Pamięci Narodowej, Zasłużonego dla Ziemi Krakowskiej, Honorowym Obywatelstwem miasta Baltimore. Pochowany na Cmentarzu ewangelicko-augsburskim w Warszawie (aleja 41-1-59).